# Cracked Rear View
 (septembre 2008).
Si vous disposez d'ouvrages ou d'articles de référence ou si vous connaissez des sites web de qualité traitant du thème abordé ici, merci de compléter l'article en donnant les références utiles à sa vérifiabilité et en les liant à la section « Notes et références ».
Albums de Hootie and the Blowfish
Fairweather Johnson
(1996)
Cracked Rear View est le premier album de Hootie and the Blowfish, sorti en 1994. Il reste leur album le plus vendu, certifié 21 fois disque de platine, et devenu le 13e album le plus vendu de tous les temps aux États-Unis, grâce à des titres comme Let Her Cry, Hold My Hand et Only Wanna Be With You.

## Liste des titres
1. Hannah Jane – 3:33
2. Hold My Hand – 4:15
3. Let Her Cry – 5:08
4. Only Wanna Be with You – 3:46
5. Running from an Angel – 3:37
6. I'm Goin' Home – 4:11
7. Drowning – 5:01
8. Time – 4:53
9. Look Away – 2:38
10. Not Even the Trees – 4:37
11. Goodbye – 4:05
12. Sometimes I Feel Like a Motherless Child (J. W. Johnson and J. R. Johnson) – 0:53

## Certifications
| Pays                  | Certification | Unités certifiées |
| --------------------- | ------------- | ----------------- |
| Australie (ARIA)      | 2 × Platine   | 140 000           |
| Canada (Music Canada) | Diamant       | 1 000 000         |
| États-Unis (RIAA)     | 21 × Platine  | 21 000 000        |
| Royaume-Uni (BPI)     | Or            | 100 000           |